# نیکولاس زدان
نیکولاس زدان (انگلیسی: Nicolás Zedán؛ زادهٔ ۷ ژوئن ۲۰۰۰) بازیکن فوتبال متولد شیلی اهل فلسطین است.
وی همچنین در تیم‌های ملی فوتبال زیر ۲۰ سال شیلی و فلسطین بازی کرده است.